# Cele 95 de teze

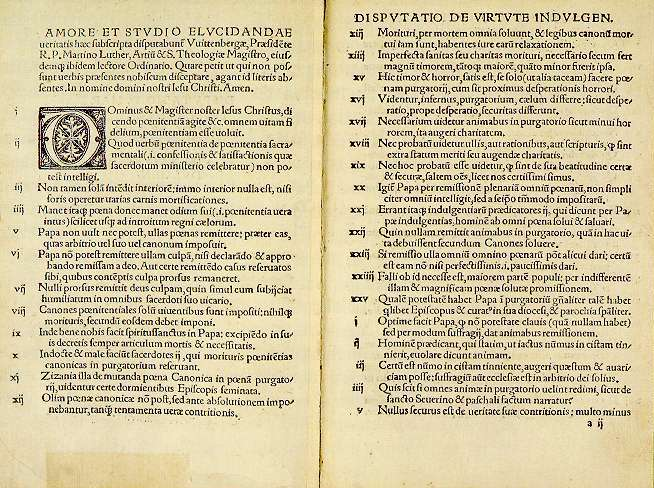
Cele 95 de teze

 Cele 95 de teze ale lui Martin Luther (titlul latin Disputatio pro declaratione virtutis indulgentiarum) au declanșat Reforma Protestantă în Germania. 
Tezele au fost aduse în circulație pentru prima dată la 31 octombrie 1517 printr-o scrisoare adresată episcopului de Mainz și Magdeburg Albrecht von Brandenburg. Pentru că nu a primit un răspuns de la episcop, Martin Luther a dat tezele unor cunoscuți care, fără știrea sa, le-au tipărit făcându-le astfel temă de discuție în întreaga Germania. 
Există o relatare intrată în istorie, fără a fi pe deplin confirmată, că în ziua de sâmbătă 31 octombrie 1517 Luther însuși ar fi bătut în cuie pe ușa bisericii din Wittenberg un exemplar al celor 95 de teze ale sale.

## Informații generale
Martin Luther, profesor de teologie morală la Universitatea din Halle-Wittenberg și predicator, a scris  Cele 95 de teze împotriva practicii contemporane a Bisericii Catolice cu privire la vânzarea de indulgențe.

## Cele 95 teze
1.	Când a spus: „Poenitentiam agite”, Domnul și Stăpânul nostru Iisus Cristos a vrut ca întreaga viață a credincioșilor să fie caracterizată de pocăință. 
2.	Acest cuvânt nu poate fi înțeles în sensul de penitență sacramentală, adică, mărturisirea și răscumpărarea, care sunt administrate de preoți.
3.	Totuși, el nu înseamnă doar pocăința lăuntrică; nu există nici o pocăință interioară care nu se manifestă în exterior prin diferite umiliri ale trupului.
4.	Prin urmare, pedeapsa [ păcatului ] continuă atâta vreme cât continuă ura față de eu, deoarece aceasta este adevărata pocăință interioară și ea continuă până la intrarea noastră în împărăția cerurilor.
5.	Papa nu intenționează și nu poate să retragă nici o altă pedeapsă, în afara acelora pe care le-a impus el însuși fie prin propria autoritate, fie prin autoritatea Canoanelor.
6.	Papa nu poate să ierte nici o vinovăție, cu excepția faptului de a declara că ea a fost iertată de Dumnezeu și prin consimțământul față de iertarea dată de Dumnezeu, deși, desigur, papa poate acorda iertarea în cazurile care sunt rezervate judecății sale. Dacă dreptul lui de a acorda iertarea în asemenea cazuri ar fi disprețuit, vinovăția ar rămâne întru totul neiertată.
7.	Dumnezeu nu iartă vinovăția nici unui om pe care nu l-a umilit în același timp în toate lucrurile și nu l-a condus la supunerea față de locțiitorul său, preotul.
8.	Canoanele cu privire la penitență le sunt impuse doar celor vii și, în conformitate cu ele, nimic nu trebuie să le fie impus celor ce sunt pe moarte.
9.	Prin urmare, Spiritul Sfânt din papa este bun cu noi, deoarece, în hotărârile lui, el face întotdeauna excepție de articolul cu privire la moarte și la necesitate.
10.	Ignorante și nelegiuite sunt faptele acelor preoți care, în cazul celor ce sunt pe moarte, păstrează penitențele canonice pentru purgatoriu.
11.	Această schimbare a pedepsei canonice cu pedeapsa purgatoriului este destul de evident una dintre neghinele semănate în timp ce episcopii dormeau.
12.	În vremurile din trecut, pedepsele canonice nu erau impuse după, ci înaintea iertării, ca un test al adevăratei căințe.
13.	Moartea îi eliberează de toate pedepsele pe cei ce sunt în pragul ei, ei sunt deja morți față de regulile canonice și au dreptul de a fi scutiți de ele.
14.	Sănătatea nedesăvârșită [a sufletului], adică iubirea nedesăvârșită a celor ce mor, aduce o dată cu ea, inevitabil, o mare teamă și, cu cât este mai mică iubirea, cu atât teama este mai mare.
15.	Teama și groaza sunt suficiente în ele însele (ca să nu spunem nimic despre celelalte lucruri) spre a constitui pedeapsa purgatoriului, deoarece sunt foarte aproape de groaza disperării.
16.	Iadul, purgatoriul și cerul par să fie la fel de diferite ca disperarea, disperarea relativă și starea de siguranță.
17.	Pentru sufletele din purgatoriu pare necesar ca groaza lor să se micșoreze, iar iubirea lor să crească.
18.	Pare a fi nedovedit, nici prin rațiune, nici prin Scriptură, că sufletele sunt lipsite de starea meritorie, adică, de o iubire tot mai mare.
19.	Din nou, pare a fi nedovedit că sufletele, sau cel puțin că toate sufletele sunt sigure, ori asigurate de propria binecuvântare, deși noi putem fi destul de siguri cu privire la acest fapt.
20.	Așadar, prin „deplina iertare de toate pedepsele”, de fapt, papa nu vrea sa spună „de toate”, ci numai de acelea care au fost impuse de el însuși.
21.	Prin urmare, acei predicatori ai indulgențelor greșesc, deoarece spun că prin indulgențele papei omul este eliberat de orice pedeapsă și mântuit;
22.	Cu toate acestea, papa nu le iartă sufletelor din purgatoriu nici o pedeapsă pe care, în conformitate cu canoanele, trebuiau să o plătească în viața aceasta.
23.	Dacă, în cele din urmă, este posibil să i se acorde cuiva iertarea de toate pedepsele, oricare ar fi ele, este sigur că această iertare poate să le fie acordată numai celor desăvârșiți, adică, acelora care sunt foarte puțini.
24.	Prin urmare, este clar că marea parte a oamenilor sunt înșelați prin acea promisiune răsunătoare și nediscriminatorie de iertare a pedepsei.
25.	Puterea pe care papa o are asupra purgatoriului, în sens general, este întocmai ca puterea pe care o are orice episcop, sau preot, în sens special, în cadrul propriei dioceze sau parohii.
26.	Papa procedează bine, când le acordă iertare sufletelor [din purgatoriu], nu prin puterea cheilor (pe care nu o deține), ci pe calea mijlocirii.
27.	Ei le predică oamenilor, spunându-le că îndată ce bănuțul zăngănește în cutia de bani, sufletul zboară afară [din purgatoriu].
28.	Este sigur că atunci când bănuțul zăngănește în cutia de bani, câștigul și avariția pot să crească, dar rezultatul mijlocirii bisericii se află numai sub autoritatea lui Dumnezeu.
29.	Cine știe dacă sufletele din purgatoriu doresc să fie scoase afară, așa cum se spune în legenda sfinților Severinus și Pascal.
30.	Nimeni nu este sigur că propria căință este sinceră, cu atât mai puțin că a ajuns la deplina iertare.
31.	Oamenii cu adevărat pocăiți sunt rari și la fel de rari sunt și aceia care cumpără cu sinceritate indulgențele, adică astfel de oameni sunt cei mai rari.
32.	Ei vor fi condamnați pentru veșnicie, împreună cu învățătorii lor, care se cred ei înșiși siguri de propria mântuire, pentru că au scrisori de iertare.
33.	Oamenii trebuie să se păzească de cei care spun că iertările papei sunt acel dar neprețuit al lui Dumnezeu, prin care omul este împăcat cu El;
34.	Deoarece aceste „haruri ale iertării” se referă numai la pedepsele legate de împlinirea sacramentelor, iar sacramentele sunt rânduite de oameni.
35.	Cei care îi învață pe alții că acelora care intenționează să cumpere ieșirea sufletelor din purgatoriu, sau să cumpere mărturisirea păcatului, nu le este necesară căința, predică o învățătură care nu este creștină.
36.	Fiecare creștin cu adevărat pocăit are dreptul de a primi o iertare deplină de pedeapsă și de vinovăție, chiar și fără scrisori de iertare.
37.	Fiecare creștin adevărat, fie în viață, fie decedat, are parte de toate binecuvântările lui Cristos și ale bisericii, iar acest lucru îi este acordat de Dumnezeu, chiar și fără scrisori de iertare.
38.	Cu toate acestea, iertarea și primirea [binecuvântărilor bisericii], care sunt acordate de papa, nu trebuie să fie disprețuite în nici un fel, deoarece ele sunt, așa cum am spus, declarația iertării divine.
39.	Este foarte dificil, chiar și pentru teologii cei mai înțelepți, să le recomande oamenilor în același timp și abundența iertărilor și [nevoia de] o căință adevărată.
40.	Adevărata căință caută și dorește pedepsele, dar iertările generoase doar ușurează pedepsele și le fac să fie disprețuite ori, cel puțin, oferă o posibilitate [pentru a fi disprețuite].
41.	Iertările apostolice trebuie să fie predicate cu precauție, ca nu cumva oamenii să creadă în mod greșit că ele sunt de preferat celorlalte fapte bune ale iubirii.
42.	Creștinii trebuie să fie învățați că papa nu intenționează ca această cumpărare a iertărilor să fie comparată în vreun fel cu faptele de milă.
43.	Creștinii trebuie să fie învățați că acela care le dă [bani] sau le împrumută săracilor face o lucrare mai bună decât să cumpere iertări;
44.	Deoarece iubirea crește prin faptele iubirii, omul ajunge mai bun, dar prin iertări omul nu devine mai bun, ci doar mai liber de pedeapsă.
45.	Creștinii trebuie să fie învățați că acela care vede un om aflat în nevoie și trece pe lângă el, iar apoi își dă [banii] pe iertări, nu cumpără indulgențele papei, ci indignarea lui Dumnezeu.
46.	Creștinii trebuie să fie învățați că dacă nu au mai mult decât le este necesar, sunt obligați să păstreze ce este nevoie pentru propria familie și, în nici un caz, să risipească [banii] pe iertări.
47.	Creștinii trebuie să fie învățați că a cumpăra iertări este o alegere liberă, nu o poruncă.
48.	Creștinii trebuie să fie învățați că, prin acordarea iertărilor, papa are nevoie și, prin urmare, dorește ca ei să se roage pentru el, mai mult decât dorește banii pe care îi aduc ei. 
49.	Creștinii trebuie să fie învățați că iertările papei sunt folositoare, dacă nu-și pun încrederea în ele, dar întru totul dăunătoare, dacă prin ele își pierd teama de Dumnezeu.
50.	Creștinii trebuie să fie învățați că, dacă ar cunoaște sumele pretinse de predicatorii iertărilor, papa ar prefera ca biserica Sfântului Petru să ajungă cenușă, decât să fie zidită cu pielea, carnea și oasele turmei lui.
51.	Creștinii trebuie să fie învățați că papa ar dori, așa cum îi este datoria, să le dea din banii lui acelor nenumărați oameni cărora anumiți vânzători ambulanți de iertări le iau banii prin lingușire, chiar dacă pentru acest lucru ar fi nevoie să se vândă biserica Sfântului Petru.
52.	Asigurarea mântuirii prin scrisori de iertare nu este posibilă, nici chiar dacă împuternicitul episcopului, nici chiar dacă papa însuși și-ar pune sufletul în joc pentru aceasta. 
53.	Aceia care poruncesc ca în unele biserici Cuvântul lui Dumnezeu să fie adus la o tăcere aproape deplină, pentru ca iertările să poată fi predicate în altele, sunt vrăjmașii lui Cristos și ai papei. 
54.	Când, în aceeași predică, se folosește pentru iertări un timp egal, sau mai lung decât pentru Cuvântul lui Dumnezeu, acestui Cuvânt i se aduce un prejudiciu. 
55.	Dacă iertările, care sunt un lucru foarte mic, sunt celebrate cu un sunet de clopot, cu o procesiune și o ceremonie specială, trebuie că intenția papei este ca Evanghelia, care este lucrul cel mai mare, să fie predicată cu o sută de clopote, o sută de procesiuni și o sută de ceremonii.
56.	„Comorile bisericii”, din care papa acordă indulgențe, nu sunt pronunțate, sau cunoscute suficient printre oamenii lui Cristos. 
57.	Faptul că ele nu sunt niște comori trecătoare este evident, cu siguranță, pentru că mulți dintre vânzători nu împart așa de ușor asemenea comori, ci doar le adună.
58.	Ele nu sunt nici meritele lui Cristos și ale sfinților, deoarece chiar și fără papa, acestea aduc întotdeauna har pentru omul dinăuntru, și cruce, moarte și iad pentru omul dinafară.
59.	Sf. Laurențiu a spus că aceste comori ale bisericii erau săracii bisericii, dar el a vorbit în conformitate cu folosirea acestui cuvânt în timpul lui.
60.	Fără grabă, noi spunem că acea comoară este constituită de cheile bisericii, date prin meritele lui Cristos;
61.	Deoarece este clar că pentru iertarea pedepselor și a cazurilor care îi sunt rezervate lui, puterea papei este suficientă.
62.	Adevărata comoară a bisericii este Evanghelia cea sfântă a slavei și harului lui Dumnezeu.
63.	Totuși, această comoară este în mod firesc cea mai detestabilă, deoarece îi face pe cei dintâi să fie cei din urmă.
64.	Pe de altă parte, comoara indulgențelor este în mod firesc cea mai vrednică de dorit, deoarece îi face pe cei din urmă să fie cei dintâi.
65.	Prin urmare, comorile Evangheliei sunt mrejele cu care ei obișnuiau să pescuiască oameni ai bogățiilor.
66.	Comorile indulgențelor sunt mrejele cu care ei pescuiesc acum bogățiile oamenilor. 
67.	Indulgențele pe care predicatorii le proclamă ca fiind „harurile cele mai mari” sunt cunoscute ca fiind într-adevăr așa, în măsura în care aduc câștigul.
68.	Cu toate acestea, în realitate, ele sunt harurile cele mai mici, dacă sunt comparate cu harul lui Dumnezeu și cu evlavia crucii.
69.	Episcopii și preoții sunt obligați să-i primească pe vânzătorii de iertări apostolice cu tot respectul.
70.	Totuși, ei sunt mult mai obligați să-și deschidă bine ochii și să asculte bine cu urechile, ca nu cumva acești oameni să-și predice propriile visuri, în loc să împlinească însărcinarea papei.
71.	Cel care vorbește împotriva adevărului iertărilor apostolice – să fie anatemizat și blestemat!
72.	Dar, cel care veghează împotriva poftei și a imoralității predicatorilor iertării – să fie binecuvântat!
73.	Papa fulgeră pe bună dreptate împotriva acelora care, prin orice mijloc, aduc prejudiciu comerțului cu iertări.
74.	Dar el intenționează mult mai mult să fulgere împotriva celor care folosesc pretextul iertărilor pentru a aduce prejudiciu iubirii și adevărului sfânt.
75.	A crede că iertările papei sunt așa de mari, încât pot să absolve un om, chiar dacă ar fi săvârșit un păcat imposibil și ar fi violat-o pe mama lui Dumnezeu – aceasta este o nebunie.
76.	Dimpotrivă, noi spunem că, în ce privește vinovăția păcatului, iertările papei nu sunt în stare să îndepărteze nici cel mai mic dintre păcatele scuzabile. 
77.	Se spune că, dacă ar fi papă acum, nici chiar Sf. Petru nu ar putea să dăruiască haruri mai mari. Aceasta este o blasfemie la adresa Sfântului Petru și la adresa papei.
78.	Dimpotrivă, noi spunem că, până și papa actual și, în cele din urmă, orice papă are haruri mai mari la dispoziție: rațiunea, Evanghelia, puterile, darurile vindecării, etc., așa cum este scris în 1 Corinteni 12.
79.	A spune că crucea, împodobită cu blazonul brațelor papei, care este ridicată [de predicatorii indulgențelor], are aceeași valoare ca și crucea lui Cristos, este o blasfemie.
80.	Episcopii, preoții și teologii care îngăduie ca asemenea vorbe să fie răspândite printre oameni vor trebui să dea socoteală.
81.	Această predicare liberă a iertărilor va face să le fie dificil chiar și oamenilor învățați să salveze respectul cuvenit papei de calomnie, sau chiar de întrebările răutăcioase ale laicilor. 
82.	Cu alte cuvinte: „Dacă papa salvează un număr nelimitat de suflete pentru niște bani amărâți cu care să construiască o biserică, de ce papa nu golește purgatoriul din iubire sfântă și pentru nevoia cumplită a sufletelor care se află acolo? Aceste motive ar fi cele mai îndreptățite, primele sunt cele mai josnice”.
83.	Din nou: „De ce sunt continuate slujbele de înmormântare și slujbele de pomenire pentru morți și de ce papa nu înapoiază, sau de ce nu îngăduie retragerea donațiilor rânduite pentru ei, dacă este greșit să te rogi pentru cei mântuiți?”
84.	Din nou: „Ce este aceasta nouă evlavie a lui Dumnezeu și a papei, încât îngăduie ca, în schimbul banilor, un om neevlavios și vrăjmaș al lor să cumpere ieșirea din purgatoriu a sufletului pios al unui prieten al lui Dumnezeu, și nu îl eliberează mai degrabă din iubire curată, pentru nevoia acelui suflet evlavios și iubit?”
85.	Din nou: „De ce vechile canoane ale penitențelor, care prin îndelungată nefolosire sunt abrogate și moarte, sunt împlinite acum prin acordarea de indulgențe, ca și când ar continua să fie valabile și în vigoare?”
86.	Din nou: „De ce papa, a cărui bogăție este astăzi mai mare decât bogățiile celor mai înstăriți oameni, nu construiește măcar această biserica a Sfântului Petru cu proprii bani, în loc să o construiască din banii sărmanilor credincioși?”
87.	Din nou: „Ce anume iartă papa și ce împărtășire le acordă el acelora care, prin căință desăvârșită, au dreptul la deplina iertare și împărtășire?”
88.	Din nou: „Ce binecuvântare mai mare ar putea să vină asupra bisericii, dacă papa ar trebui sa facă de o sută de ori pe zi lucrul pe care îl face acum o dată și dacă i-ar acorda fiecărui credincios aceste iertări și împărtășiri?”
89.	„Deoarece, prin iertările lui, papa caută mai degrabă mântuirea sufletelor decât banii, de ce suspendă indulgențele și iertările acordate până acum, dacă acestea au o eficacitate egală?”
90.	A respinge numai prin forță aceste argumente și obiecțiuni ale laicilor și a nu le rezolva prin prezentarea motivelor înseamnă a expune biserica și pe papa la batjocura vrăjmașilor lor și a-i face pe creștini să fie nefericiți.
91.	Prin urmare, dacă iertările au fost predicate în conformitate cu spiritul și intenția papei, toate aceste îndoieli ar fi rezolvate imediat, mai mult, ele nici nu ar fi apărut.
92.	Așadar, la o parte cu toți acei profeți care îi spun poporului lui Cristos: „Pace, pace”, când nu este nici o pace !
93.	Binecuvântați să fie toți acei profeți care îi spun poporului lui Cristos: „Crucea, crucea”, când nu este nici o cruce !
94.	Creștinii să fie îndemnați să fie sârguincioși în a-l urma pe Cristos, Capul lor, îndurând pedepsele, moartea și iadul.
95.	Și astfel să fie încrezători cu privire la intrarea în ceruri mai degrabă prin multe suferințe, decât prin asigurarea păcii.

## Urmări
În 15 iunie 1520 papa Leon al X-lea a emis Bula papală Exsurge Domine, prin care a contrazis cele 95 de teze ale lui Martin Luther. Papa i-a acordat lui Martin Luther 60 de zile să se răzgândească și să revină din ceea ce capii Bisericii Catolice numeau erezie. Deoarece acest lucru nu s-a întâmplat, un an mai târziu Martin Luther a fost excomunicat.